# Carrer de Santa Clara (Girona)
El Carrer Santa Clara és un carrer del municipi de Girona que forma part de l'Inventari del Patrimoni Arquitectònic de Catalunya en el seu conjunt.

## Descripció
El llarg i estret carrer de Santa Clara permet la circulació des de la Plaça de la Independència fins al centre de la ciutat. Paral·lel a la Rambla i l'Argenteria, però a l'altra banda del riu, és actualment un espai eminentment comercial, eix vertebrador, juntament amb el carrer Nou, del barri del Mercadal.
Pel costat del riu Onyar es troben tres illes de cases separades entre si per quatre passos sobre el riu, com són el pont de Sant Agustí, el de les Pescateries Velles, el d'Isabel II i la Plaça Catalunya. Per la banda de ponent hi ha cinc illes separades per sis carrers: el carrer Anselm Clavé, el de les Hortes, de l'Obra, del Perill, Carrer Nou i Avinguda Sant Francesc. Malgrat la seva llarga història, el carrer presenta una fesomia força moderna, on els habitatges més antics es remunten a les darreries del segle xix. Alguns edificis d'interès són la Casa Cots, l'Edifici de la Caixa d'Estalvis La Caixa o la Casa Culubret.

## Història
El nom prové del fet que les dues illes de cases que voregen el tram més proper a la Plaça Sant Agustí havien contingut en altre temps el convent de monges de Santa Clara. Estava situat a la banda del riu però amb l'església al sentit contrari. Ambdós edificis es comunicaven per mitjà d'un pas elevat sobre el carrer. Construït s mitjans de segle xviii, les monges van residir-hi fins al novembre de 1868.